# Giudizio universale

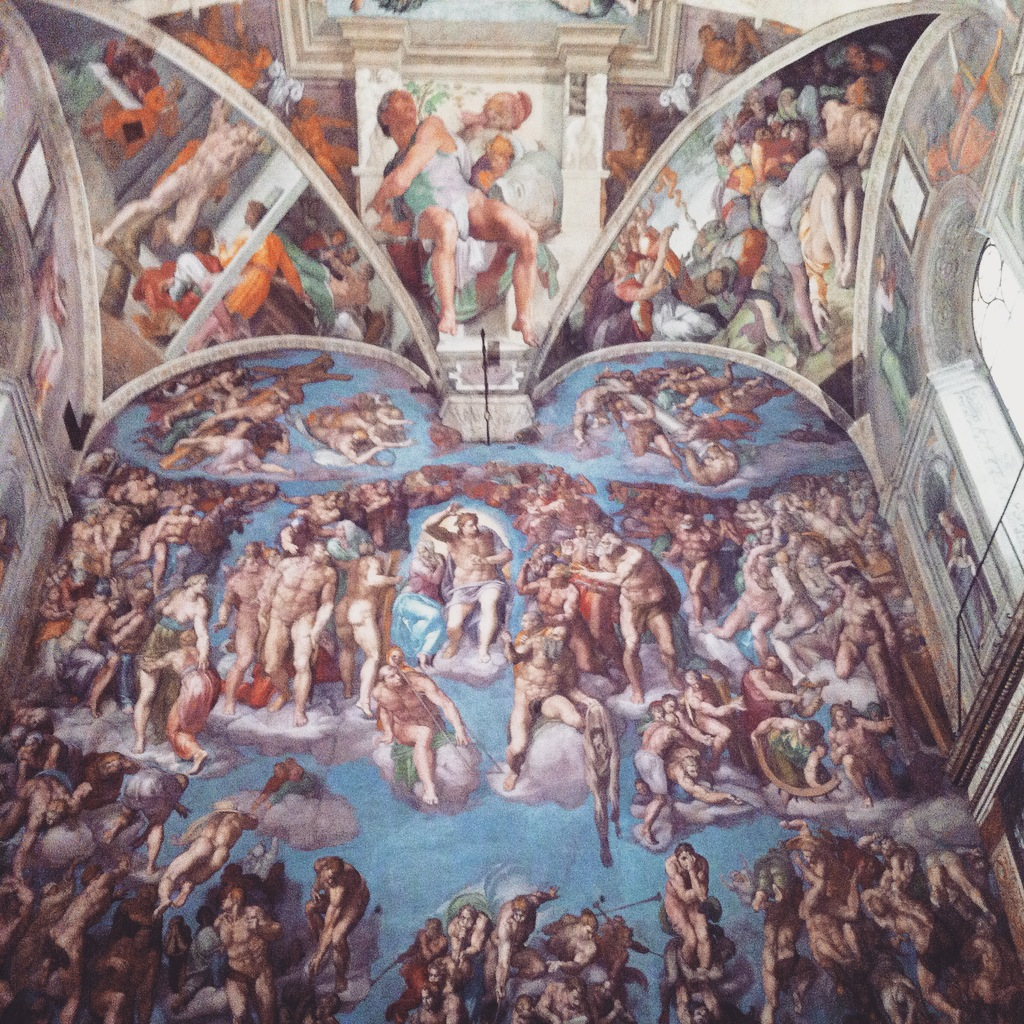
Il Giudizio universale, affresco di Michelangelo Buonarroti nella Cappella Sistina

Il Giudizio universale (o Giudizio finale), secondo l'escatologia cristiana e parzialmente quella musulmana, è un avvenimento che si verificherà alla fine dei tempi, subito dopo la Seconda venuta di Cristo. Secondo la teologia, infatti, il compimento delle storie di libertà vissute da ogni uomo comporta «il rendersi consapevoli della qualità etica di queste storie di fronte a Dio». Inoltre «nella testimonianza biblica che Gesù sarà il giudice è contenuta la promessa che il giudizio di Dio sul male e su ogni colpa sarà un giudizio di grazia».
La concezione che al termine della loro vita Dio giudicherà tutti gli uomini in base alle azioni da loro compiute e destinerà ciascuno al Paradiso oppure all'Inferno è comune a molte religioni e filosofie e in particolare a quelle presenti nel contesto culturale in cui è nato il cristianesimo: l'ebraismo, lo zoroastrismo, la religione egizia (cfr. psicostasia) e fra le filosofie il platonismo.

## Cristianesimo

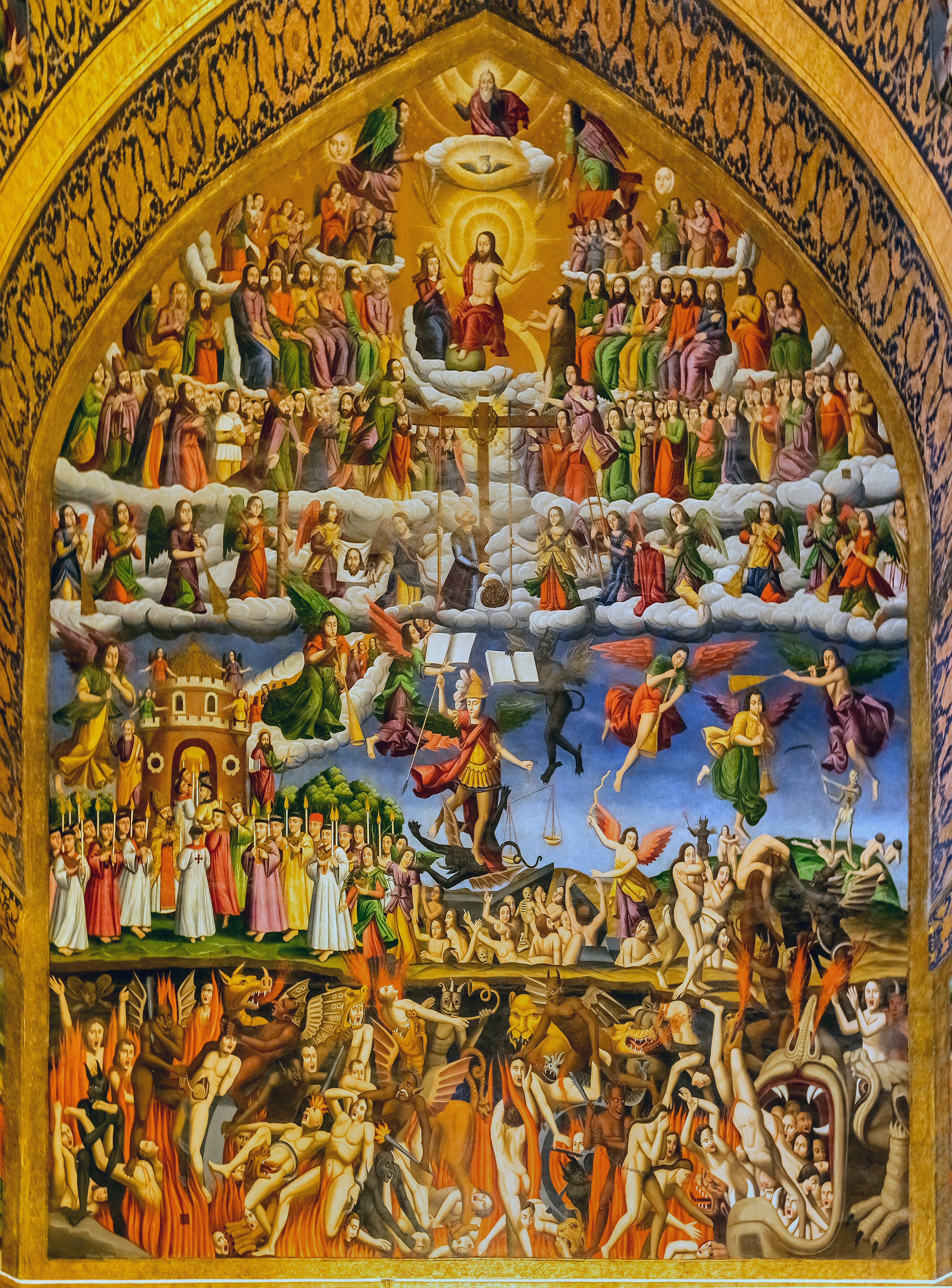
Giudizio universale della Cattedrale di Vank, Esfahan, Iran.

Nel cristianesimo questa dottrina fa riferimento ad una celebre parabola di Gesù (Matteo 25,31-46). In essa Gesù si identifica con il sofferente e il giudizio verte di volta in volta sulla compassione concretamente dimostrata e non sulla fede professata (va però notato che questa è l'ultima di una serie di parabole "escatologiche" che trattano non soltanto del rapporto di compassione).
La chiesa latina (seguendo Cipriano e soprattutto Agostino d'Ippona) ha sottolineato la necessità di una giustizia equilibratrice. La giustizia di Dio, fu quindi contrapposta alla sua misericordia, in quanto essa obbligherebbe Dio a un certo comportamento (Anselmo d'Aosta). Perlomeno Dio "non può dimostrare grazia nello stesso modo ai malfattori e alle vittime" ed "è sperabile che rispetterà e ristabilirà la dignità di queste ultime".
Secondo i teologi alessandrini del III secolo Clemente e Origene e i loro numerosi sostenitori la misericordia di Dio deve prevalere e condurre a una riconciliazione universale (apocatastasi). Questa dottrina fu sempre sperata nella storia della Chiesa e della teologia, in quanto "la teologia non possiede alcuna conoscenza, né alcuna competenza per decidere sulle possibilità che Dio ha di mutare positivamente le libere decisioni delle sue creature senza distruggerne la libertà". La riprende anche il teologo cattolico Hans Urs von Balthasar, che sottolinea come ad essa sembrano aderire alcuni fra i più famosi teologi cattolici, fra cui anche lo stesso Papa Benedetto XVI.

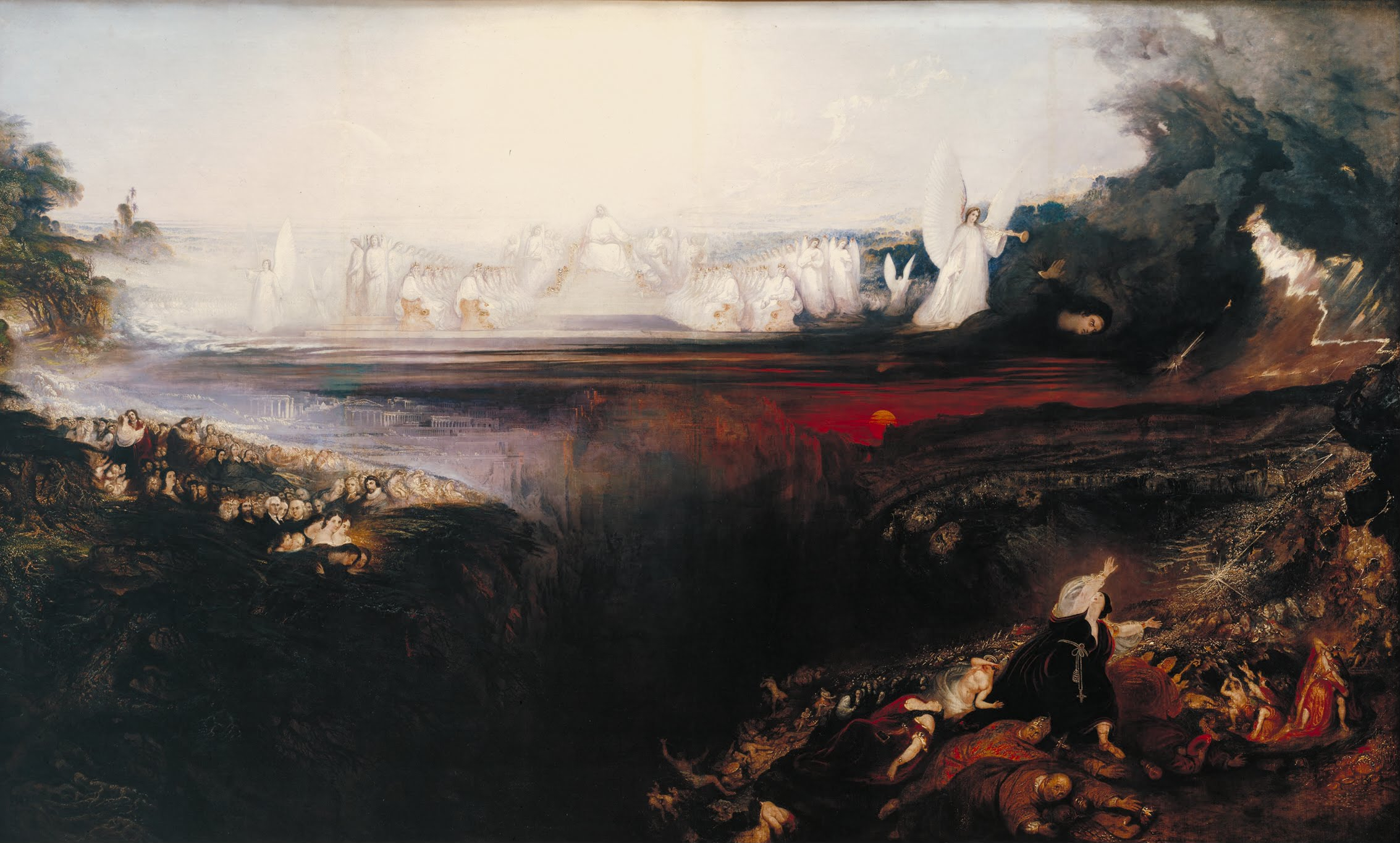
Il Giudizio universale di John Martin del 1853

La dottrina del giudizio finale solleva il problema dello stato delle anime fra il momento della loro morte e la seconda venuta di Cristo. La questione presenta problemi filosofici sia di antropologia (può sussistere l'anima senza il corpo?) sia di ontologia del tempo (Il tempo, inteso come flusso omogeneo, esiste oggettivamente oppure con la morte la persona raggiunge istantaneamente la "fine dei tempi"?). Questi problemi non hanno ancora trovato una soluzione da tutti condivisa. La dottrina che non esista alcuno stato intermedio perché alla morte ogni persona raggiunge il giudizio universale è ritenuta la più verosimile da  Karl Rahner, teologo cattolico e perito conciliare durante il Concilio Vaticano II.

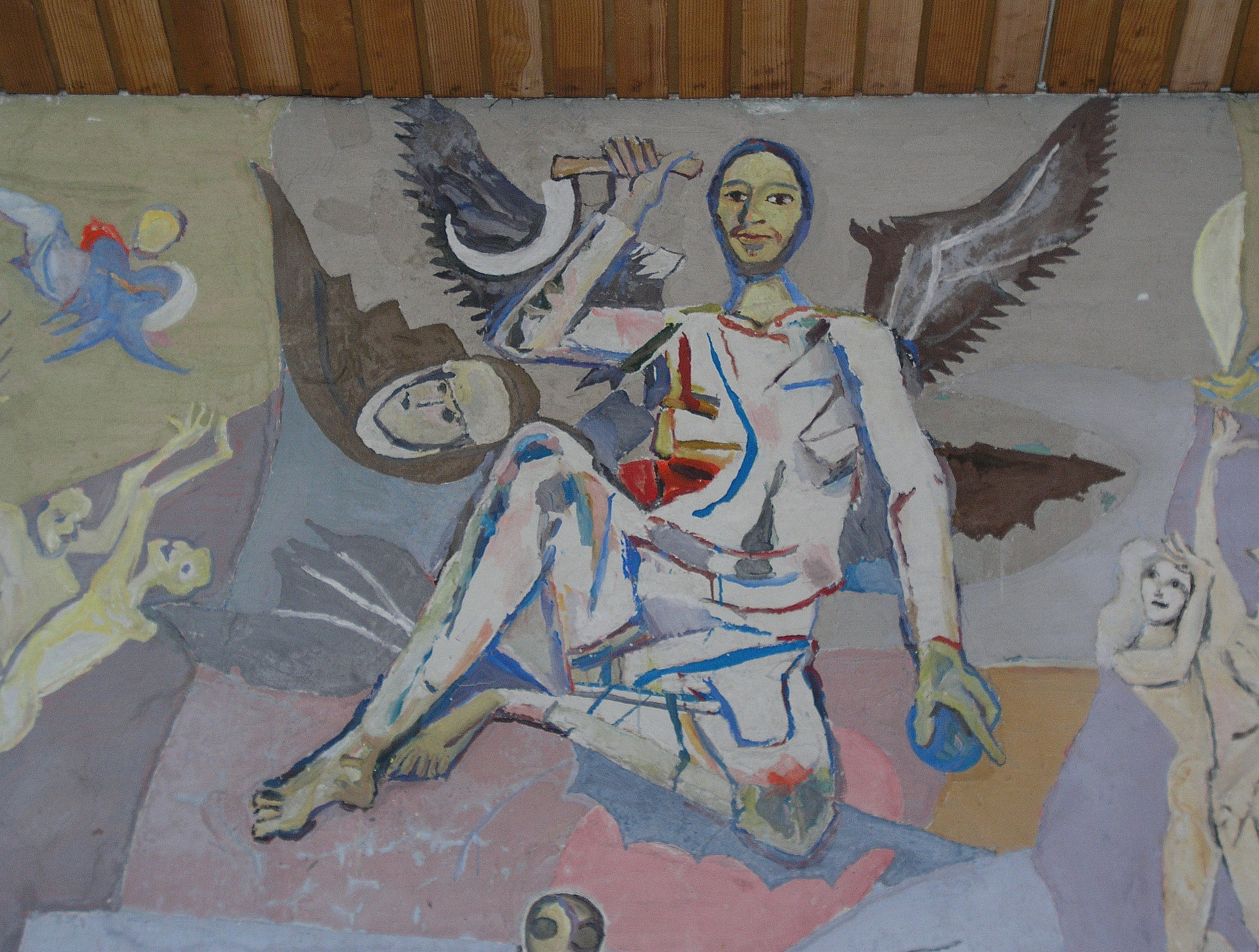
Affresco L'apocalisse di Seckau, di Herbert Boeckl, nella Cappella dell'Angelo della Basilica di Seckau.

La soluzione tradizionale mira ad affermare che i giustificati ottengono immediatamente il dono loro assegnato da Cristo e perciò ad escludere la visione beatifica differita, teoria molto diffusa fra i padri della chiesa cattolica e predicata ancora oggi da alcune frange protestanti. La maggior parte dei cristiani, infatti, ha ritenuto e ritiene inaccettabile che i martiri, la stessa Vergine Maria e gli altri santi non possano godere da subito della visione beatifica.
Secondo la Chiesa cattolica e quella ortodossa gli uomini vengono giudicati subito dopo la morte (giudizio particolare), e le loro anime accedono al Paradiso o all'Inferno immediatamente o, nel caso del Paradiso, dopo una fase più o meno intensa di purificazione nel Purgatorio. Alla fine dei tempi vi sarà invece la risurrezione della carne, con la quale i corpi risusciteranno e si riuniranno alle anime per il giudizio finale (che comunque è collegato al giudizio particolare e coerente con esso con modalità tuttora non chiarite), di salvezza nella comunione dei santi, oppure di condanna.
Nella tradizione protestante, invece, si esclude ogni purificazione dopo la morte. Lutero non sembra aver professato una teologia dello stato intermedio coerente e costante nel tempo. Benché egli abbia talvolta affermato che le anime "dormono", nelle chiese riformate prevale l'opinione di Giovanni Calvino secondo cui le anime dei morti si trovano in uno stato vigile di felicità o di dolore che anticipa il loro destino eterno dopo il giudizio finale.

## Altre religioni
Il tema del giudizio universale trova ampio riscontro nelle altre religioni abramitiche e non solo.

### Escatologia ebraica e islamica
Secondo l'escatologia ebraica esso sarà preceduto dall'avvento del Messia (inizio dell'Era Messianica, a 6000 anni di distanza dalla Creazione, all'incirca nell'anno 2240 del calendario gregoriano).
Per l'Islam, invece, sarà proprio Gesù a tornare. L'equivalente del giudizio universale nell'escatologia islamica è il Giorno del giudizio (Yawm al-Dīn, lett. "Giorno della religione") o qiyama (lett. "risurrezione").

### Escatologia del Bahaismo
Gli Scritti bahá’í affermano che «i termini sovranità, opulenza, vita, morte, giudizio e resurrezione, di cui si parla nelle antiche scritture, non sono ciò che questa generazione ha pensato». Questi termini hanno un significato simbolico. La parola «giudizio» ha due significati. Un significato è il giudizio personale cui ogni essere umano è costantemente sottoposto, via via che espleta su questa terra le proprie capacità di conoscere, amare e volere. Ogni azione da lui compiuta ha una conseguenza sulla sua vita, aiutandolo a progredire più o meno velocemente verso quella conoscenza di Dio in se stesso che è lo scopo della vita. La strada migliore per conseguire questa conoscenza è quella di mettersi al servizio del progresso umano, promuovendo l’amore, l’unità e l’armonia fra tutte le persone e i popoli del mondo. In questo modo si ottiene il compiacimento di Dio, cioè si è giudicati bene. Un altro significato è il cosiddetto giudizio universale. L’umanità è stata e sarà ancora sottoposta a un giudizio collettivo, ogni volta che Iddio le manda la Sua Manifestazione a comunicarle la Sua volontà. Anche oggi l’umanità deve affrontare il giudizio universale. Ciò che Iddio vuole da lei in questo momento è che utilizzi tutto ciò che ha imparato a fare di buono nel mondo per la costruzione di una civiltà mondiale all’insegna della giustizia e della pace universale. Chiunque fa la Sua volontà supera favorevolmente la prova del giudizio divino.

### Altre escatologie
Nell'escatologia dello zoroastrismo dopo la morte corporale, l'anima della persona attraversa un ponte (Chinvato Peretu) sul quale le sue buone azioni sono pesate con quelle cattive. Il risultato decide il destino dell'anima: Paradiso o Inferno, che tuttavia non sono eterni. Alla fine dei tempi una figura messianica, il Saoshyant, guiderà le forze del Bene alla vittoria e quindi alla redenzione del cosmo.
Quando, alla fine dei giorni, il male sarà definitivamente sconfitto, una conflagrazione cosmica causata dal fuoco porterà ad una palingenesi universale. Anche le anime dei peccatori saranno purificate dal fuoco e riscattate dall'inferno. Tutte le anime, allora, si ricongiungeranno con i propri corpi per vivere in eterno, entro corpi incorruttibili, alla presenza di Ahura Mazdā.
Nell'Induismo, Garuda Purana tratta diffusamente dei giudizi e delle punizioni dopo la morte.

## Iconografia
Il Giudizio universale è un soggetto tradizionale nell'iconografia dell'arte sacra cristiana e tra le opere che lo raffigurano vi sono alcuni veri e propri capolavori; presenti in Italia:
- Giudizio universale, affresco di Michelangelo nella Cappella Sistina (Città del Vaticano)
- Giudizio universale di Giotto, affresco nella Cappella degli Scrovegni a Padova
- Giudizio finale e Inferno, affresco di Buonamico Buffalmacco a Pisa
- Giudizio universale di Franco e Filippolo de Veris a Campione d'Italia (1444)
- Giudizio Universale di Luca Signorelli a Orvieto (1449-1502)
- Giudizio universale della basilica di Santa Maria Assunta a Torcello, capolavoro musivo
- Giudizio universale nell'abbazia di Pomposa in provincia di Ferrara
- Giudizio universale nell'Abbazia di Sant'Angelo in Formis presso Capua
- Rappresentazione di Inferno e Paradiso nella Basilica di San Petronio a Bologna
- Rappresentazione di Inferno e Paradiso nel Battistero di San Giovanni (Firenze), capolavoro musivo.
- Giudizio Universale di Taddeo di Bartolo in San Gimignano.
- Giudizio universale del Beato Angelico nel Museo di San Marco a Firenze.
- Giudizio Universale attribuito a Maestro Cicogna, XIV secolo, Pieve di Sant'Andrea a Sommacampagna.
- Giudizio Universale nella Chiesa di Santa Maria del Casale a Brindisi

Tra i dipinti del Giudizio universale che si trovano al di fuori dell'Italia, vanno ricordati:
- Il Giudizio universale di John Martin (1853)
- Il Giudizio universale, affresco di artisti armeni nella Cattedrale di Vank a Esfahan, in Iran (XVII secolo)
- Il Grande Giudizio universale di Rubens alla Alte Pinakothek di Monaco di Baviera (1614-1617)
- Il Trittico del Giudizio di Vienna di Hieronymus Bosch (1482)
- Il Giudizio universale di Stephan Lochner (1435)

## Musica
Sul tema del Giudizio Universale esiste l'omonima opera in tre atti del compositore Vieri Tosatti (1920-1999). Libretto di Cesare Vico Lodovici su precedente dramma di Anna Bonacci. Prima esecuzione: Teatro alla Scala di Milano il 2 aprile 1955.